# Parasola auricoma

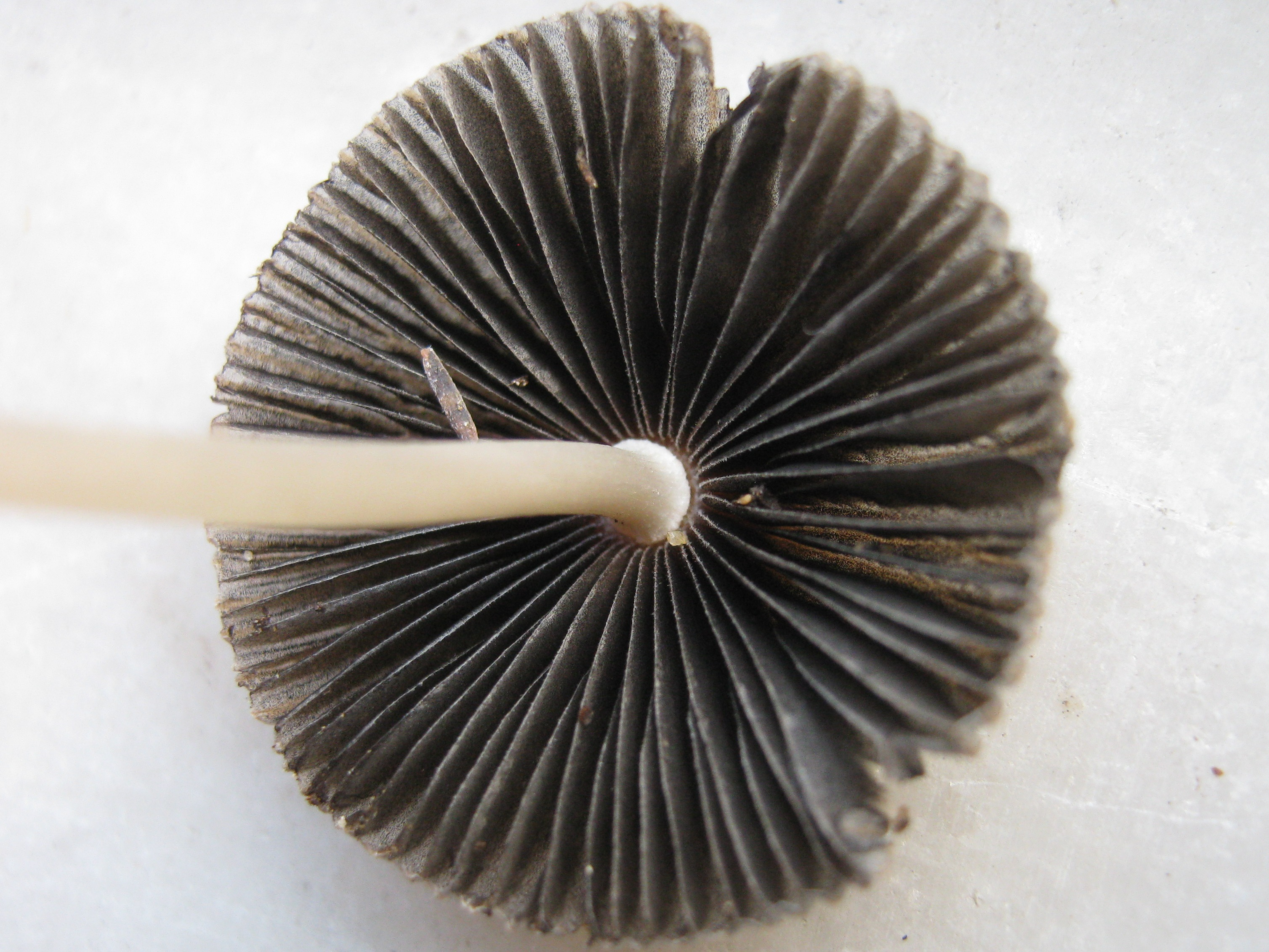
Blaszki i trzon dojrzałego owocnika

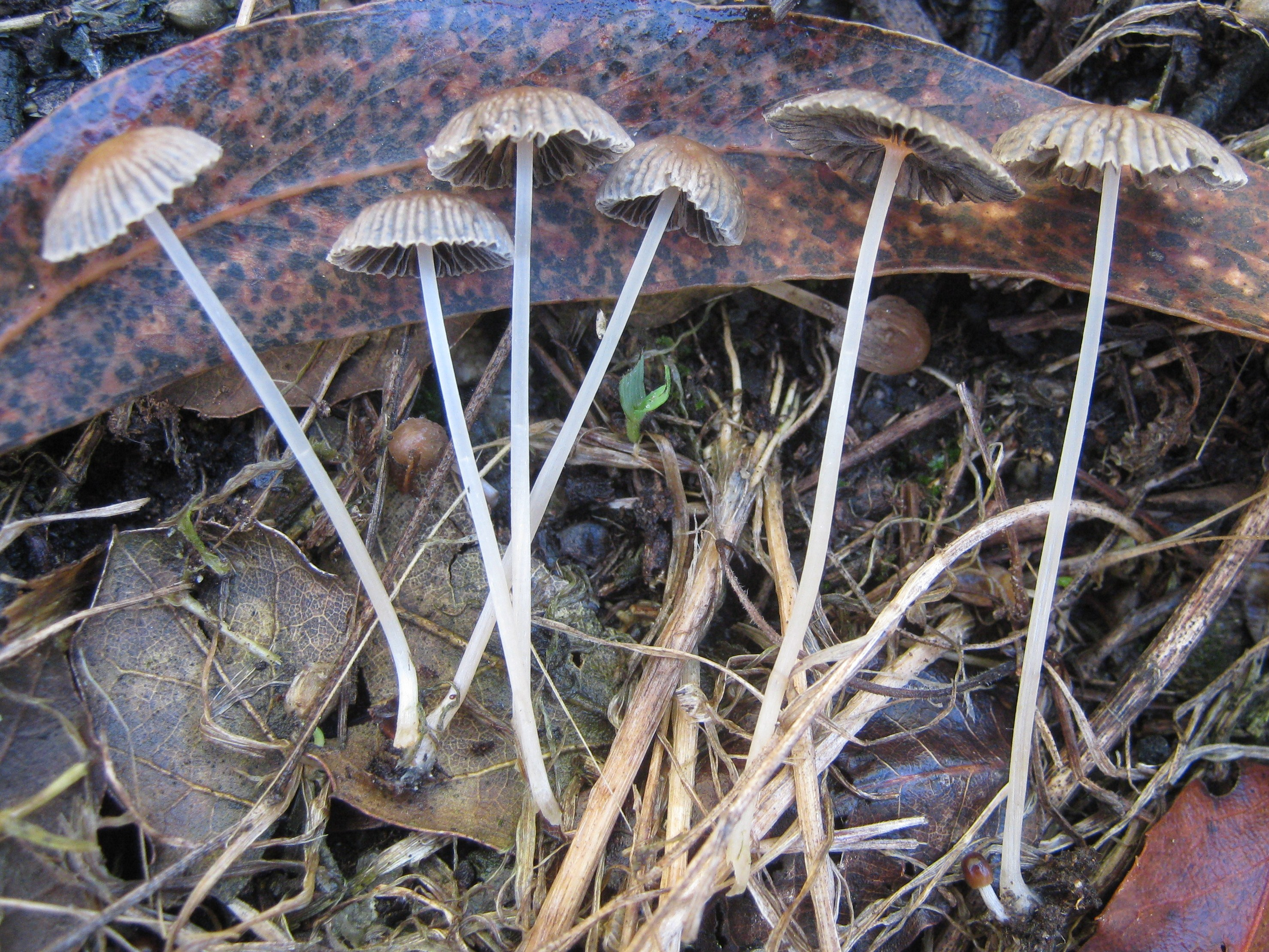

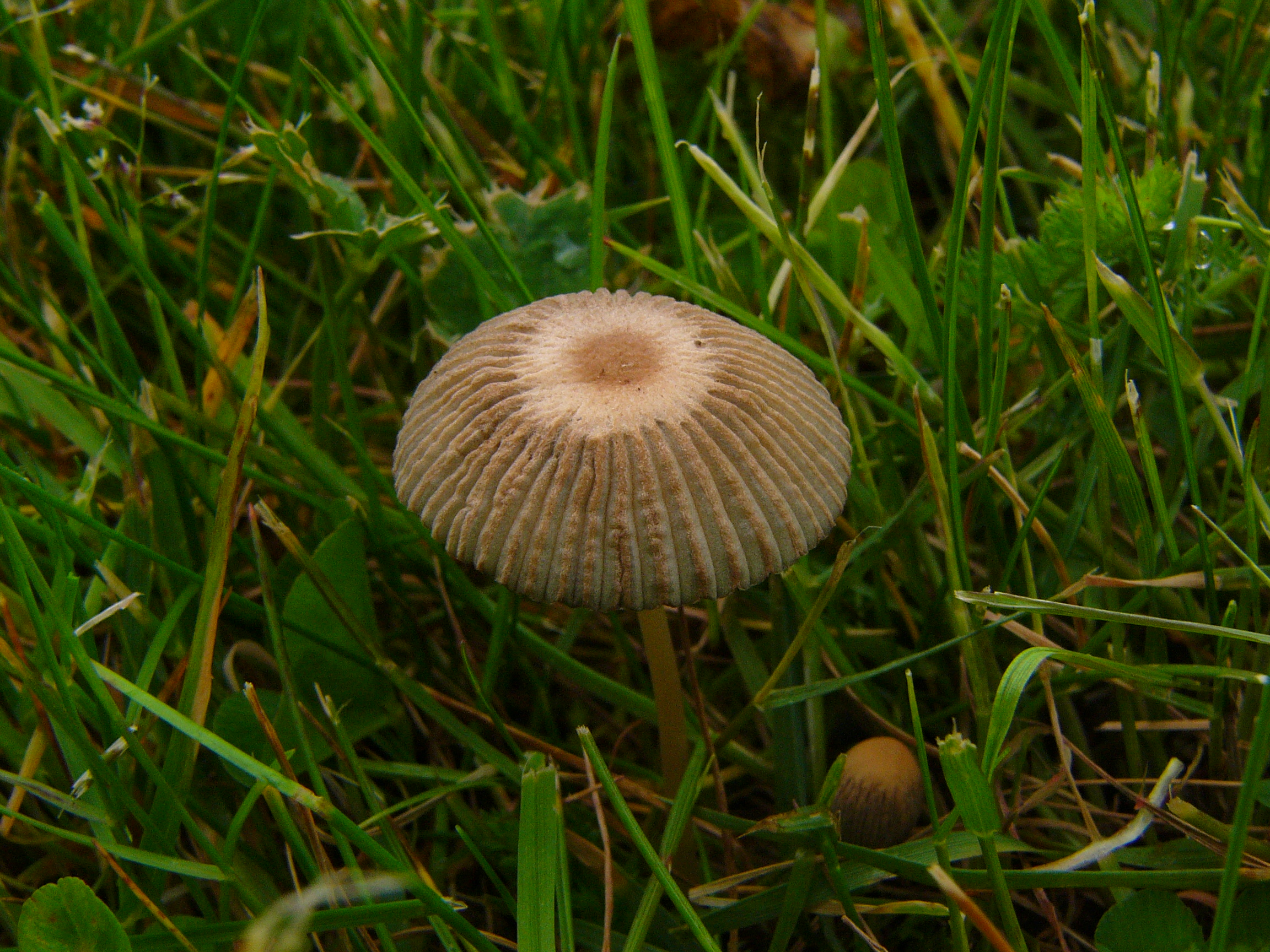
Młode owocniki

Parasola auricoma (Pat.) Redhead, Vilgalys & Hopple) – gatunek grzybów należący do rodziny kruchaweczkowatych (Psathyrellaceae).

## Systematyka i nazewnictwo
Pozycja w klasyfikacji według Index Fungorum: Parasola, Psathyrellaceae, Agaricales, Agaricomycetidae, Agaricomycetes, Agaricomycotina, Basidiomycota, Fungi.
Po raz pierwszy opisał go w 1886 r. Narcisse Théophile Patouillard nadając mu nazwę Coprinus auricomus. W wyniku badań filogenetycznych prowadzonych na przełomie XX i XXI wieku mykolodzy ustalili, że rodzaj Coprinus jest polifiletyczny i rozbili go na kilka rodzajów. Obecną, uznaną przez Index Fungorum nazwę nadali temu gatunkowi Redhead, Vilgalys & Hopple w 2001 r.
Synonimy:
- Coprinus auricomus Pat. 1886
- Coprinus hansenii J.E. Lange 1915

Władysław Wojewoda w 2003 r. dla synonimu Coprinus auricomus zaproponował polską nazwę czernidłak złotawy. Po przeniesieniu do rodzaju Parasola nazwa ta stała się niespójna z obecną nazwą naukową.

## Morfologia
KapeluszW okresie dojrzałości osiąga średnicę 1–6 cm. Początkowo jest jajowaty, potem lekko stożkowaty lub wypukły, w końcu prawie płaski. Na całej niemal powierzchni głęboko, promieniście żłobkowany. Powierzchnia oglądana gołym okiem gładka, pod lupą drobno owłosiona, u młodych owocników pomarańczowo-brązowa, u starszych szarawa. Brak resztek zasnówki.
BlaszkiWolne lub prawie wolne, średniogęste, początkowo białawe, potem ciemnoszare, w końcu czarne.
TrzonWysokość 3–12 cm, średnica do 3 mm, cylindryczny, kruchy, w środku pusty. Powierzchnia gładka lub delikatnie jedwabista, o barwie od białawej do lekko żółtawej. Pierścienia brak.
MiąższCienki, bez zapachu i smaku.
Cechy mikroskopoweWysyp zarodników czarny. Zarodniki elipsoidalne, gładkie 10–16 × 6–9 µm; z centralną porą rostkową, w KOH ciemnobrązowe. Podstawki 4-sterygmowe. Cheilocystydy cylindryczne, wrzecionowate lub workowate, około 90 × 25 µm. Pleurocystydy podobne; do około 130 × 35 µm. W hymenium występują rozproszone lub obfite grubościenne szczecinki  grubościenne, do około 400 × 10 µm, w KOH ciemnoczerwone. Obecne sprzążki.

## Występowanie
Znane jest występowanie Parasola auricoma w  Europie, obydwu Amerykach, w Azji i na Nowej Zelandii. Jest pospolity, ale często bywa mylony z innymi gatunkami, zwłaszcza Parasola plicatilis. W. Wojewoda w 2003 r. podaje 7 stanowisk na terenie Polski. B. Gierczyk w 2011 r. podaje 5 następnych. Liczne i bardziej aktualne stanowiska podaje internetowy atlas grzybów. Zaliczony w nim jest do gatunków zagrożonych i wartych objęcia ochroną. 
Saprotrof. Spotykany na ziemi i na zrębkach na łąkach, trawnikach i przydrożach.

## Gatunki podobne
Wśród małych, rosnących w trawie lub zrębkach drzewnych grzybów o czerniejących blaszkach, Parasola auricoma wyróżnia się cechami zarówno makroskopijnymi, jak mikroskopijnymi. Jej charakterystyczne cechy to brak resztek zasnówki, u młodych owocników kapelusz rdzawobrązowy do pomarańczowo-brązowego, a u starszych szaro prążkowany i przypominający parasol, tylko środkowa część pozostaje pomarańczowo-brązowa. Pod mikroskopem Parasola auricoma ma dość duże, elipsoidalne zarodniki i powierzchnię kapelusza ozdobioną bardzo długimi, czerwono-brązowymi włosami. Najbardziej podobna jest Parasola plicatilis, ale jej młode owocniki nie są pomarańczowo-brązowe, a pod mikroskopem różnice są znaczne.